# Virchows körtel
Virchows körtel är en lymfnod i fossa supraclavicularis sinistra (gropen ovanför nyckelbenet på vänster sida) som är så kallad portvaktskörtel för cancer i magsäcken. Magsäckscancer kan ofta vara asymptomatisk i tidigt skede och Virchows körtel kan då vara första tecknet på sjukdom. Körteln har fått sitt namn från den tyske läkaren Rudolf Virchow.